# 黒坊主
黒坊主（くろぼうず）は、明治時代の東京に現れたという妖怪、または熊野の民話、江戸時代の奇談集『三州奇談』などに登場する妖怪。黒い坊主姿の妖怪とされる。

## 概要

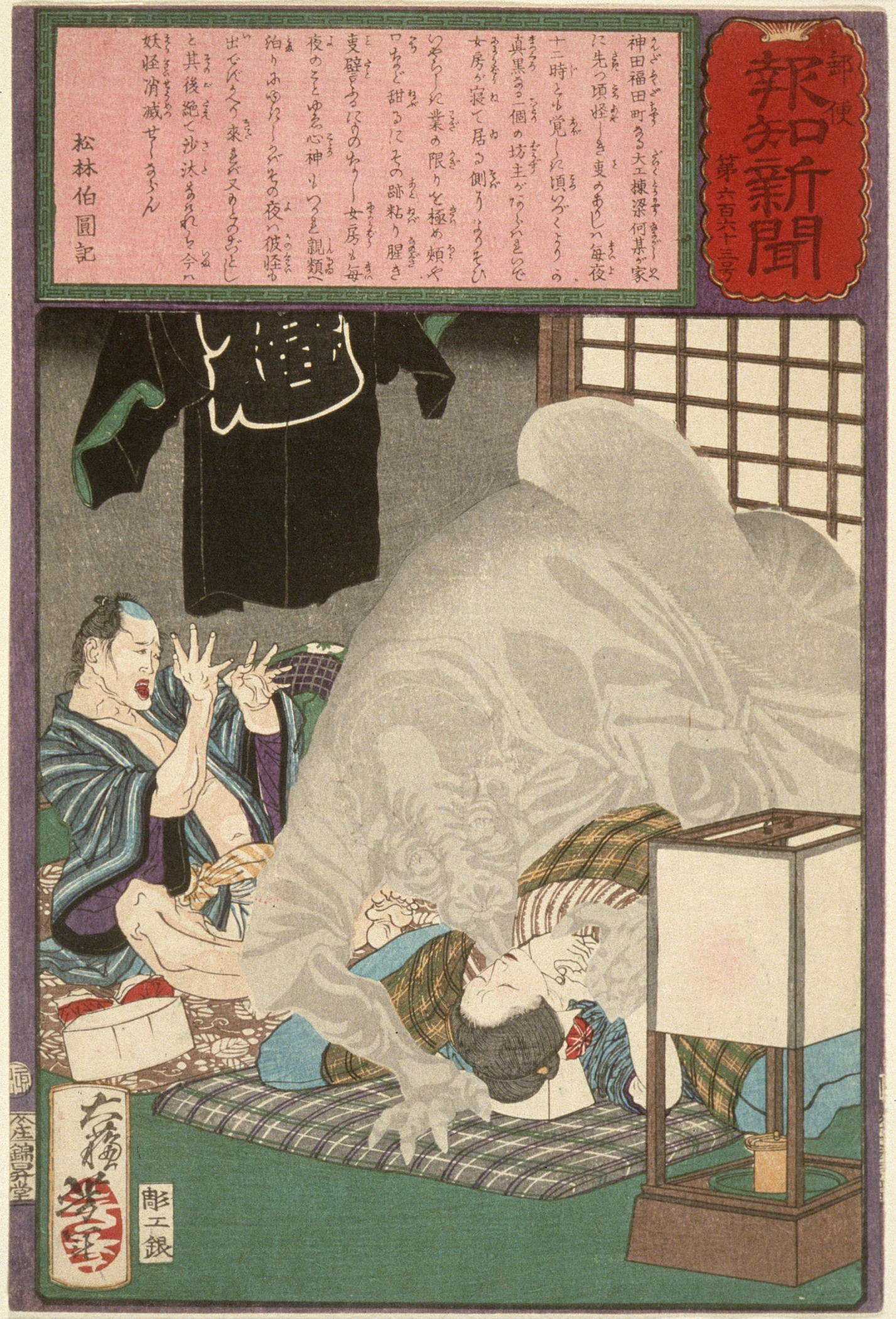
『郵便報知新聞』第663号（月岡芳年画） 神田で女性を襲った黒坊主のことが報じられている

『郵便報知新聞』第663号の記事によれば、東京都の神田の人家の寝室に毎晩のように現れ、眠っている女性の寝息を吸ったり口を嘗めたりしたとある。その生臭さは病気になるのではと思えるほど到底耐え難いものであったため、我慢できずに親類の家に逃れると、その晩は黒坊主は現れず、もとの家に帰るとやはり黒坊主が現れるという有様だったが、いつしかその話も聞かれなくなったことから、妖怪は消滅してしまったものとみられている。
この東京の黒坊主の姿は、その名の通り黒い坊主姿とも、人間の目にはおぼろげに映るためにはっきりとはわからないともいう。口だけの妖怪ともいい、そのことからのっぺらぼうの一種とする説もある。
文献によっては東北地方の妖怪とされているが、これは民俗学者・藤沢衛彦の『妖怪画談全集』で、前述の『郵便報知新聞』の挿絵が掲載され、その下に解説文として「夜人の寝息を吸い口を甜る黒坊主・奥州の山地々」と記述されたことによる誤解と指摘されている。
また、熊野の七川（現・和歌山県）では、山中で人間を襲う真っ黒な怪物を黒坊主と呼び、ある者が出遭った際には背丈が3倍ほどに伸び、銃で撃つとそのたび背が伸びて何丈もの怪物と化し、逃げ去るときには飛ぶような速さで逃げ去ったという。同様に背の伸びる妖怪・高坊主の一種とされている。同様に『三州奇談』には、石川県能美郡（現・能美市）の長田川のそばに目鼻や手足の区別のわからない黒坊主が現れて伸び上がり、ある人が杖で突くと、川へ逃げ去ったとあり、正体はカワウソともいわれた。
これらのほか、大入道や海坊主などの妖怪の別名として、黒坊主の名が用いられることもある。